# Польська Екстраліга з хокею 2010—2011
Польська Екстраліга з хокею 2010—11 — 13-й розіграш чемпіонату Польської хокейної ліги. В сезоні 2010—11 взяло участь 10 команд. Регулярний чемпіонат стартував 10 вересня 2010 року, а завершився 6 лютого 2011 року. В результаті серії плей-оф був визначений переможець: «Краковія» Краків стала чемпіоном, перемігши у фінальній серії ГКС (Тихи) із рахунком 4:3; «Унія» (Освенцім) здобула бронзові медалі.

## Регулярний сезон
| Команда                 | І  | В  | ВО | ПО | П  | Г   | ПШ  | Очк. |
| ----------------------- | -- | -- | -- | -- | -- | --- | --- | ---- |
| Краковія Краків (Q) (C) | 36 | 26 | 10 | 0  | 6  | 179 | 85  | 86   |
| ГКС Тихи (Q)            | 36 | 23 | 1  | 2  | 6  | 145 | 89  | 78   |
| Унія Освенцім (Q)       | 36 | 23 | 0  | 9  | 6  | 148 | 90  | 74   |
| ГКС Ястшембе (Q)        | 36 | 20 | 1  | 1  | 12 | 167 | 99  | 66   |
| КХ Сянок (Q)            | 36 | 19 | 1  | 0  | 15 | 139 | 116 | 61   |
| Сточньовець Гданськ (Q) | 36 | 15 | 1  | 3  | 16 | 126 | 138 | 51   |
| Подгале Новий Торг (Q)  | 36 | 12 | 1  | 1  | 20 | 113 | 165 | 42   |
| Заглембє Сосновець (Q)  | 36 | 12 | 0  | 1  | 21 | 113 | 142 | 40   |
| КТХ Криниця (RP)        | 36 | 7  | 2  | 0  | 26 | 195 | 189 | 27   |
| Напшуд Янув (RP)        | 36 | 5  | 0  | 0  | 31 | 84  | 206 | 15   |

(C) = Переможець плей-оф; (Q) = Кваліфікувалась у плей-оф; (RP) = Плей-оф на вибування; (O) = Переможець плей-оф на вибування; (R) = Вибула.

## Статистика

### Найкращі бомбардири
Список 10 найкращих гравців, сортованих за очками.
| №   | Гравець          | Команда             | І  | Г  | П  | Очк. | +/- | Ш  |
| --- | ---------------- | ------------------- | -- | -- | -- | ---- | --- | -- |
| 1.  | Ріхард Крал      | ГКС Ястшембе        | 35 | 28 | 39 | 67   | +25 | 44 |
| 2.  | Лешек Ляшкевич   | Краковія Краків     | 34 | 30 | 29 | 59   | +34 | 10 |
| 3.  | Петр Ліпіна      | ГКС Ястшембе        | 35 | 27 | 31 | 58   | +19 | 24 |
| 4.  | Матеуш Данелюк   | ГКС Ястшембе        | 35 | 23 | 34 | 57   | +27 | 30 |
| 5.  | Давід Костух     | Краковія Краків     | 36 | 29 | 19 | 48   | +23 | 26 |
| 6.  | Петр Валушяк     | Унія Освенцім       | 32 | 20 | 27 | 47   | +5  | 50 |
|     | Адам Багінський  | ГКС Тихи            | 35 | 19 | 28 | 47   | +26 | 36 |
| 8.  | Арон Хмелевський | Сточньовець Гданськ | 33 | 26 | 19 | 45   | +13 | 68 |
|     | Карел Горни      | КТХ Криниця         | 35 | 20 | 25 | 45   | -11 | 52 |
| 10. | Лукаш Ржига      | Унія Освенцім       | 32 | 11 | 33 | 44   | +27 | 72 |

### Найкращі воротарі
Список найращих 10 воротарів, сортованих за відсотком пропущених шайб.
| №   | Гравець             | Команда             | І  | Хвн     | В  | П  | ША | ПШ  | Коеф. | ВК   | %ВК  |
| --- | ------------------- | ------------------- | -- | ------- | -- | -- | -- | --- | ----- | ---- | ---- |
| 1.  | Аркадіуш Собецький  | ГКС Тихи            | 27 | 1671:01 | 18 | 9  | 6  | 61  | 2.19  | 716  | 92.1 |
| 2.  | Кшиштоф Зборовський | Унія Освенцім       | 23 | 1305:56 | 14 | 5  | 1  | 48  | 2.21  | 537  | 91.8 |
| 3.  | Рафал Радзішевський | Краковія Краків     | 32 | 1912:05 | 26 | 6  | 2  | 74  | 2.32  | 847  | 92.0 |
| 4.  | Пшемислав Вітек     | Унія Освенцім       | 16 | 861:37  | 8  | 7  | 1  | 37  | 2.58  | 397  | 91.5 |
| 5.  | Каміль Косовський   | ГКС Ястшембе        | 27 | 1534:20 | 17 | 8  | 1  | 68  | 2.66  | 701  | 91.2 |
| 6.  | Міхал Пляскевич     | КХ Сянок            | 30 | 1613:48 | 15 | 11 | 1  | 85  | 3.16  | 755  | 89.9 |
| 7.  | Пшемислав Одробни   | Сточньовець Гданськ | 31 | 1781:11 | 14 | 15 | 1  | 104 | 3.50  | 1114 | 91.5 |
| 8.  | Томаш Дзвонек       | Заглембє Сосновець  | 27 | 1759:44 | 10 | 15 | 0  | 104 | 3.55  | 847  | 89.1 |
| 9.  | Ондржей Раска       | Краковія Краків     | 23 | 1182:14 | 11 | 11 | 1  | 85  | 4.31  | 702  | 89.2 |
| 10. | Томаш Райський      | Подгале Новий Торг  | 34 | 2017:21 | 14 | 19 | 0  | 147 | 4.37  | 1137 | 88.6 |

І = проведено ігор; Хвл = часу на льоду (хвилини: секунди); В = виграші; П = поразки; ША = шатаути; ПШ = пропущено шайб; Коеф. = відсоток пропущених шайб; ВК = відбито кидків; %ВК = відсоток відбитих кидків

## Плей-оф

### Посів плей-оф
8 команд, які за підсумками регулярного чемпіонату посіли найвищі місця, кваліфікувалися до серії плей-оф. Команда «Краковія» (Краків) стала переможцем регулярного чемпіонату, набравши 86 очок.
1. Краковія Краків — 86 очок
2. ГКС Тихи — 78 очок
3. Унія Освенцім — 74 очки
4. ГКС Ястшембе — 66 очок
5. КХ Сянок — 61 очко
6. Сточньовець Гданськ — 51 очко
7. Подгале Новий Торг — 42 очки
8. Заглембє Сосновець — 40 очок

### Сітка плей-оф
В 1/4 фіналу команди розділені на пари згідно із зайнятими місцями за підсумками першого етапу: 1—8, 2—7, 3—6, 4—5. В 1/2 фіналу учасники розподіляються за наступним принципом: команда, що посіла за підсумками першого етапу найвище місце, зустрічається з командою, що посіла найнижче місце.
- 1/4 і 1/2 фіналу і фінал проводяться до 3-х перемог однієї з команд.
- ігри за третє місце не проводяться, третє місце присуджується команді, що програла в 1/2 фіналу і посіла в регулярному чемпіонаті найвище місце.

|  | Чвертьфінали | Чвертьфінали        | Чвертьфінали  |          |               | Півфінали       | Півфінали | Півфінали |  |  | Фінал | Фінал           | Фінал |
|  |              |                     |               |          |               |                 |           |           |  |  |       |                 |       |
|  | 1            | Краковія Краків     | 3             |          |               |                 |           |           |  |  |       |                 |       |
|  | 8            | Заглембє Сосновець  | 0             |          |               |                 |           |           |  |  |       |                 |       |
|  | 8            | Заглембє Сосновець  | 0             |          | 1             | Краковія Краків | 3         |           |  |  |       |                 |       |
|  |              |                     |               |          | 1             | Краковія Краків | 3         |           |  |  |       |                 |       |
|  |              | 4                   | ГКС Ястшембе  | 1        |               |                 |           |           |  |  |       |                 |       |
|  | 4            | 4                   | ГКС Ястшембе  | 1        | ГКС Ястшембе  | 3               |           |           |  |  |       |                 |       |
|  | 4            |                     |               |          | ГКС Ястшембе  | 3               |           |           |  |  |       |                 |       |
|  | 5            | КХ Сянок            | 2             |          |               |                 |           |           |  |  |       |                 |       |
|  |              |                     |               |          |               |                 |           |           |  |  | 1     | Краковія Краків | 3     |
|  |              |                     | 2             | ГКС Тихи | 1             |                 |           |           |  |  |       |                 |       |
|  | 2            | ГКС Тихи            | 3             |          |               |                 |           |           |  |  |       |                 |       |
|  | 6            | Сточньовець Гданськ | 1             |          |               |                 |           |           |  |  |       |                 |       |
|  | 6            | Сточньовець Гданськ | 1             |          | 2             | ГКС Тихи        | 3         |           |  |  |       |                 |       |
|  |              |                     |               |          | 2             | ГКС Тихи        | 3         |           |  |  |       |                 |       |
|  |              | 3                   | Унія Освенцім | 2        |               |                 |           |           |  |  |       |                 |       |
|  | 3            | 3                   | Унія Освенцім | 2        | Унія Освенцім | 3               |           |           |  |  |       |                 |       |
|  | 3            |                     |               |          | Унія Освенцім | 3               |           |           |  |  |       |                 |       |
|  | 7            | Подгале Новий Тарг  | 2             |          |               |                 |           |           |  |  |       |                 |       |

### Результати

#### Чвертьфінал

##### Краковія Краків— Заглембє Сосновець
| 9 лютого 2011 18:00 | Краковія Краків | 5 : 0 (2:0, 2:0, 1:0) | Заглембє Сосновець | «Краковянка», Краків Глядачів: 1,000 |

| Протокол | Протокол            | Протокол  | Протокол      | Протокол                 |
| --- | ------------------- | --------- | ------------- | ------------------------ |
| | Рафал Радзішевський | Голкіпери | Томаш Дзвонек | Арбітр: Влодзімеж Марчук |
| Пасют (Л. Ляшкевич) 6:01 Лопуський (Слабонь) 15:25 Костух (Мартиновський, Дворжак б) 2:26 Л. Ляшкевич (Клис, Вайда б) 12:03 Дулемба (Слабонь б) 13:20 | 1:0 2:0 3:0 4:0 5:0 |           |               | Арбітр: Влодзімеж Марчук |
| 28 хв. | Вилучення           | 24 хв.    |               | Арбітр: Влодзімеж Марчук |
| 39 | Кидки               | 26        |               | Арбітр: Влодзімеж Марчук |

| 11 лютого 2011 18:00 | Заглембє Сосновець | 1 : 10 (0:1, 0:4, 1:5) | Краковія Краків | Зимовий стадіон, Сосновець Глядачів: 600 |

| Протокол                                        | Протокол                                     | Протокол | Протокол            | Протокол             |
| ----------------------------------------------- | -------------------------------------------- | --- | ------------------- | -------------------- |
|                                                 | Томаш Дзвонек Лукаш Бльот                    | Голкіпери | Рафал Радзішевський | Арбітр: Томаш Радзік |
| М. Козловський (Стокльоса, Т. Козловський) 1:22 | 0:1 0:2 0:3 0:4 0:5 1:5 1:6 1:7 1:8 1:9 1:10 | 16:13 Пасют (Л. Ляшкевич, Д. Ляшкевич б) 0:16 Л. Ляшкевич (Пасют, Клис) 3:44 Мартиновський (Дворжак, Слабонь б) 16:24 Сарнік (Вітовський) 19:25 Прокоп (Слабонь, Дворжак б) 1:44 Костух 2:17 Вітовський (Рутковський, Дулемба) 4:57 Рутковський (Мартиновський) 12:00 Слабонь (Лопуський, Новорита) 16:59 Лопуський (Пйотровський, Слабонь) |                     | Арбітр: Томаш Радзік |
| 10 хв.                                          | Вилучення                                    | 10 хв. |                     | Арбітр: Томаш Радзік |
| 29                                              | Кидки                                        | 37 |                     | Арбітр: Томаш Радзік |

| 12 лютого 2011 18:00 | Заглембє Сосновець | 2 : 10 (2:2, 0:3, 0:5) | Краковія Краків | Зимовий стадіон, Сосновець Глядачів: 300 |

| Протокол                                | Протокол                                         | Протокол | Протокол            | Протокол              |
| --------------------------------------- | ------------------------------------------------ | --- | ------------------- | --------------------- |
|                                         | Томаш Дзвонек Лукаш Бльот                        | Голкіпери | Рафал Радзішевський | Арбітр: Збігнев Воляс |
| Доленга (Циховський) 00:50 Вознік 13:53 | 1:0 1:1 2:1 2:2 2:3 2:4 2:5 2:6 2:7 2:8 2:9 2:10 | 08:57 Л. Ляшкевич (Ляндовський) 15:34 Мартиновський (Клис, Пасют б) 04:27 Д. Ляшкевич (Сарнік, Кузік) 10:16 Мартиновський (Прокоп б) 16:03 Костух (Дворжак, Прокор б) 00:42 Пасют (Д. Ляшкевич б2) 02:50 Слабонь (б) 03:49 Л. Ляшкевич (Дулемба) 05:42 Косідло (Слабонь б) 18:16 Пасют (Л. Ляшкевич) |                     | Арбітр: Збігнев Воляс |
| 47 хв.                                  | Вилучення                                        | 8 хв. |                     | Арбітр: Збігнев Воляс |
| 19                                      | Кидки                                            | 49 |                     | Арбітр: Збігнев Воляс |

##### ГКС Тихи— Сточньовець Гданськ
| 9 лютого 2011 18:00 | ГКС Тихи | 3 : 4 (2:2, 1:0, 0:2) | Сточньовець Гданськ | Зимовий стадіон, Тихи Глядачів: 1,500 |

| Протокол                                                     | Протокол                    | Протокол | Протокол          | Протокол              |
| ------------------------------------------------------------ | --------------------------- | --- | ----------------- | --------------------- |
|                                                              | Аркадіуш Собецький          | Голкіпери | Пшемислав Одробни | Арбітр: Збігнев Воляс |
| Багінський (Возьніца) 0:55 Шимічек 18:16 Пажишек (Кшак) 5:29 | 1:0 1:1 1:2 2:2 3:2 3:3 3:4 | 10:31 Джевєцький (Костецький) 17:24 Джевєцький (М. Врубель) 15:54 Мац. Ромпковський (Янковський) 19:09 Хмелевський (Мат. Ромпковський) |                   | Арбітр: Збігнев Воляс |
| 10 хв.                                                       | Вилучення                   | 8 хв. |                   | Арбітр: Збігнев Воляс |
| 42                                                           | Кидки                       | 25 |                   | Арбітр: Збігнев Воляс |

| 11 лютого 2011 18:00 | Сточньовець Гданськ | 3 : 4 (0:0, 1:2, 2:2) | ГКС Тихи | «Олівія», Гданськ Глядачів: 4,000 |

| Протокол | Протокол                    | Протокол                                                                                         | Протокол           | Протокол                       |
| --- | --------------------------- | ------------------------------------------------------------------------------------------------ | ------------------ | ------------------------------ |
| | Пшемислав Одробни           | Голкіпери                                                                                        | Аркадіуш Собецький | Арбітр: Гжегож Дзенцьоловський |
| Скшипковський (Джевєцький) 3:57 Зюлковський (Мац. Ромпковський, Мат. Ромпковський б) 6:59 Янечка (Мац. Ромпковський б) 14:18 | 1:0 1:1 1:2 1:3 1:4 2:4 3:4 | 5:50 Шимічек 12:12 Багінський (Якеш, Сокул) 4:44 Возьніца (Шимічек, Багінський б2) 6:16 Кшак (м) |                    | Арбітр: Гжегож Дзенцьоловський |
| 16 хв. | Вилучення                   | 20 хв.                                                                                           |                    | Арбітр: Гжегож Дзенцьоловський |
| 31 | Кидки                       | 30                                                                                               |                    | Арбітр: Гжегож Дзенцьоловський |

| 12 лютого 2011 18:00 | Сточньовець Гданськ | 0 : 2 (0:1, 0:1, 0:0) | ГКС Тихи | «Олівія», Гданськ Глядачів: 2,500 |

| Протокол | Протокол          | Протокол                                                         | Протокол           | Протокол                  |
| -------- | ----------------- | ---------------------------------------------------------------- | ------------------ | ------------------------- |
|          | Пшемислав Одробни | Голкіпери                                                        | Аркадіуш Собецький | Арбітр: Павел Мешиньський |
|          | 0:1 0:2           | 19:21 Возьніца (Якеш, Сокул) 5:30 Шимічек (Возьніца, Багінський) |                    | Арбітр: Павел Мешиньський |
| 10 хв.   | Вилучення         | 12 хв.                                                           |                    | Арбітр: Павел Мешиньський |
| 32       | Кидки             | 36                                                               |                    | Арбітр: Павел Мешиньський |

| 15 лютого 2011 18:00 | ГКС Тихи | 3 : 2 (0:0, 2:2, 1:0) | Сточньовець Гданськ | Зимовий стадіон, Тихи Глядачів: 1,500 |

| Протокол                                                                                             | Протокол            | Протокол                                                         | Протокол          | Протокол             |
| --- | ------------------- | ---------------------------------------------------------------- | ----------------- | -------------------- |
| | Аркадіуш Собецький  | Голкіпери                                                        | Пшемислав Одробни | Арбітр: Томаш Радзік |
| Возьніца (Багінський, Шимічек) 16:06 Якеш (Возьніца, Шимічек б) 17:06 Паціга (Пажишек, Гонера) 19:37 | 0:1 1:1 2:1 2:2 3:2 | 13:52 Хмелевський (Джевєцький) 17:32 М. Врубель (Скутхан, Кабат) |                   | Арбітр: Томаш Радзік |
| 51 хв.                                                                                               | Вилучення           | 18 хв.                                                           |                   | Арбітр: Томаш Радзік |
| 39                                                                                                   | Кидки               | 23                                                               |                   | Арбітр: Томаш Радзік |

##### Унія Освенцім— Подгале Новий Торг
| 9 лютого 2011 18:00 | Унія Освенцім | 2 : 3 ПБ (0:1, 0:0, 2:1, 0:0) | Подгале Новий Торг | Льодова зала, Освенцім Глядачів: 1,500 |

| Протокол                                 | Протокол            | Протокол                                                             | Протокол       | Протокол                       |
| ---------------------------------------- | ------------------- | -------------------------------------------------------------------- | -------------- | ------------------------------ |
|                                          | Кшиштоф Зборовський | Голкіпери                                                            | Томаш Райський | Арбітр: Гжегож Дзенцьоловський |
| Войтарович (б) 1:26 Ржига (Якубік) 11:33 | 0:1 1:1 1:2 2:2 2:3 | 8:39 Ружанський (К. Бринічка) 2:44 Бараник (Ружанський) Берклік (пб) |                | Арбітр: Гжегож Дзенцьоловський |
| 18 хв.                                   | Вилучення           | 30 хв.                                                               |                | Арбітр: Гжегож Дзенцьоловський |
| 46                                       | Кидки               | 23                                                                   |                | Арбітр: Гжегож Дзенцьоловський |

| 11 лютого 2011 18:00 | Подгале Новий Торг | 2 : 5 (0:0, 1:3, 1:2) | Унія Освенцім | Льодова зала, Новий Торг Глядачів: 2,000 |

| Протокол                                  | Протокол                    | Протокол | Протокол        | Протокол                 |
| ----------------------------------------- | --------------------------- | --- | --------------- | ------------------------ |
|                                           | Томаш Райський              | Голкіпери | Пшемислав Вітек | Арбітр: Влодзімеж Марчук |
| Ружанський (Бараник) 3:19 Капіца (б) 1:00 | 1:0 1:1 1:2 1:3 2:3 2:4 2:5 | 6:37 Войтарович (Ярос, Якубік) 7:45 Моджеєвський (Валусяк, Клісяк) 9:56 Ржига (м) 18:50 Крайчі (Ржига, Затько) 19:03 Клісяк (Валусяк, Якубік) |                 | Арбітр: Влодзімеж Марчук |
| 10 хв.                                    | Вилучення                   | 16 хв. |                 | Арбітр: Влодзімеж Марчук |
| 31                                        | Кидки                       | 44 |                 | Арбітр: Влодзімеж Марчук |

| 12 лютого 2011 18:00 | Подгале Новий Торг | 1 : 3 (0:0, 1:1, 0:2) | Унія Освенцім | Льодова зала, Новий Торг Глядачів: 1,500 |

| Протокол                       | Протокол        | Протокол                                                               | Протокол        | Протокол             |
| ------------------------------ | --------------- | ---------------------------------------------------------------------- | --------------- | -------------------- |
|                                | Томаш Райський  | Голкіпери                                                              | Пшемислав Вітек | Арбітр: Томаш Радзік |
| Капіца (Колюш, Барклік м) 2:58 | 1:0 1:1 1:2 1:3 | 8:40 Затько (Ржига б) 5:51 Клісяк (Крайчі, Дроня) 19:50 Ржига (Якубік) |                 | Арбітр: Томаш Радзік |
| 10 хв.                         | Вилучення       | 8 хв.                                                                  |                 | Арбітр: Томаш Радзік |
| 22                             | Кидки           | 30                                                                     |                 | Арбітр: Томаш Радзік |

| 15 лютого 2011 18:00 | Унія Освенцім | 3 : 6 (0:1, 2:2, 1:3) | Подгале Новий Торг | Льодова зала, Освенцім Глядачів: 2,000 |

| Протокол                                                                                 | Протокол                            | Протокол | Протокол       | Протокол                 |
| ---------------------------------------------------------------------------------------- | ----------------------------------- | --- | -------------- | ------------------------ |
|                                                                                          | Пшемислав Вітек                     | Голкіпери | Томаш Райський | Арбітр: Влодзімеж Марчук |
| Ржига (Затько) 2:20 Валусяк (Пйотрович, Пєкарський) 10:39 Табачек (Дроня, Крайчі б) 9:49 | 0:1 1:1 1:2 2:2 2:3 2:4 3:4 3:5 3:6 | 6:51 Бомба 4:06 Колюш (Кмечік, Капіца) 16:38 Барклік (Ружанський м) 6:31 Ружанський (К. Бринічка, Лабуш б) 13:19 Міхальський (В. Бринічка) 15:35 Міхальський (Капіца, Барклік) |                | Арбітр: Влодзімеж Марчук |
| 20 хв.                                                                                   | Вилучення                           | 20 хв. |                | Арбітр: Влодзімеж Марчук |
| 33                                                                                       | Кидки                               | 21 |                | Арбітр: Влодзімеж Марчук |

| 16 лютого 2011 |

| Унія Освенцім | 4:2             | Подгале Новий Торг |
| ------------- | --------------- | ------------------ |
|               | (1:1, 1:1, 2:0) |                    |

| Льодова зала, Освенцім |

##### ГКС Ястшембе— КХ Сянок
| 9 лютого 2011 |

| ГКС Ястшембе | 5:2             | КХ Сянок |
| ------------ | --------------- | -------- |
|              | (1:0, 3:0, 1:2) |          |

| Зимовий стадіон |

| 11 лютого 2011 |

| КХ Сянок | 5:3             | ГКС Ястшембе |
| -------- | --------------- | ------------ |
|          | (1:1, 2:2, 2:0) |              |

| Арена Сянок |

| 12 лютого 2011 |

| КХ Сянок | 3:0             | ГКС Ястшембе |
| -------- | --------------- | ------------ |
|          | (2:0, 0:0, 1:0) |              |

| Арена Сянок |

| 15 лютого 2011 |

| ГКС Ястшембе | 6:0             | КХ Сянок |
| ------------ | --------------- | -------- |
|              | (4:0, 2:0, 0:0) |          |

| Зимовий стадіон |

| 16 лютого 2011 |

| ГКС Ястшембе | 2:1             | КХ Сянок |
| ------------ | --------------- | -------- |
|              | (1:0, 0:0, 1:1) |          |

| Зимовий стадіон |

#### Півфінал

##### Краковія Краків— ГКС Ястшембе
- Краковія Краків — ГКС Ястшембе 4:1 (Бонус для Краковії. 8:1, 1:2 Б, 2:1, 6:1)

##### ГКС Тихи— Унія Освенцім
- ГКС Тихи — Унія Освенцім 4:2 (Бонус для ГКС. 4:2, 3:4, 4:2, 1:2, 2:0)

#### Фінал

##### Краковія Краків— ГКС Тихи
- Краковія Краків — ГКС Тихи 4:1 (Бонус для Краковії. 8:1, 7:3, 1:2 Б, 4:0)

## Нагороди

### Команда-переможець
| Чемпіон Польщі Краковія Краків | Воротарі: Рафал Радзішевський, Ондржей Раска. Захисники: Петр Дворжак, Патрік Прокоп, Патрик Новорита, Себаст'ян Вітовський, Ярослав Клис, Лукаш Вільчек, Патрик Вайда, Конрад Гузік, Маріуш Дулемба, Томаш Ляндовський, Лукаш Шноталя, Їржі Раска. Нападники: Лешек Ляшкевич, Дамьян Слабонь, Гжегож Пасют, Рафал Мартиновський, Міколай Лопуський, Даніель Ляшкевич (К), Давід Костух, Міхал Пйотровський, Пйотр Сарнік, Лукаш Рутковський, Павел Косідло, Філіп Сімка, Себаст'ян Бела. Тренер: Рудолф Рогачек |